# (3088) Jinxiuzhonghua
(3088) Jinxiuzhonghua est un astéroïde de la ceinture principale.

## Description
(3088) Jinxiuzhonghua est un astéroïde de la ceinture principale. Il fut découvert le 24 octobre 1981 à Nanking par l'observatoire de la Montagne Pourpre. Il présente une orbite caractérisée par un demi-grand axe de 3,02 UA, une excentricité de 0,05 et une inclinaison de 10,3° par rapport à l'écliptique.

## Compléments